# The Spreading Dawn
The Spreading Dawn er en amerikansk stumfilm fra 1917 af Laurence Trimble.

## Medvirkende
- Jane Cowl som Patricia Mercer Vanderpyl
- Orme Caldara som Anthony Vanderpyl
- Harry Spingler som Bentley Vanderpyl
- Florence Billings som Mrs. Cornelia Le Roy
- Henry Stephenson som Mr. LeRoy